# Lindley Murray (grammairien)
Pour les articles homonymes, voir Lindley Murray et Murray.
Lindley Murray (27 mars 1745 à Swantara en Pennsylvanie - 16 février 1826 à Holdgate près de York en Angleterre) est un avocat américain (à New York) avant de devenir grammairien et auteur de manuels scolaires en Angleterre.

## Biographie
Fils aîné du riche commerçant Robert Murray (voir Murray Hill), il était destiné à suivre la voie tracée par son père mais s'y refusa et réussit à entreprendre des études de droit pour devenir avocat. Après la guerre d'indépendance, il collabora pourtant quelques années avec son père et fit fortune.
Sans doute pour des raisons de santé, à moins qu'il s'agisse d'un sentiment loyaliste britannique, il s'exila en Angleterre en 1784. Il vécut à York, où il y avait une communauté quaker, et écrivit des manuels scolaires. À partir de 1795, il en rédigea onze et devint l'auteur le plus vendu au monde lors de la première moitié du XIXe siècle. Ses ouvrages furent principalement édités en Angleterre (en particulier son English Grammar publié par Longman destiné aux jeunes filles de la York Girls' School), mais connurent leur plus grand succès aux États-Unis. Ceci est aussi dû au fait qu'il n'existait pas à cette époque d'accords sur le copyright international et que ses ouvrages pouvaient être réédités sans avoir à payer de droits d'auteur. Environ 15 millions de copies des livres de Murray furent vendus aux États-Unis et 4 millions au Royaume-uni. Son ouvrage le plus populaire est « The English Reader », rempli d'extraits d'érudits écossais comme le Révérend Hugh Blair. Abraham Lincoln loua la qualité de ce livre et déclara qu'il s'agissait du « meilleur manuel scolaire que l'on n'ait jamais mis dans les mains d'un élève ». « The English reader » domina ce marché pendant toute une génération, de 1815 à 1840. Il fut ensuite remplacé par les textes de McGuffey, qui apparurent à partir de 1836. Vers la fin de sa vie, Murray s'intéressa également à la botanique et les jardins de sa propriété de Holdgate étaient plantées des essences les plus rares.